# Vanhoeffenura caribbea
Vanhoeffenura caribbea là một loài chân đều trong họ Munnopsidae. Loài này được Benedict miêu tả khoa học năm 1901.